# Benjamín Moore Norman
Benjamín Moore Norman (1809 - 1860) fue un comerciante en libros y escritor estadounidense quien por su profesión fue testigo del éxito editorial alcanzado por el libro escrito por John L. Stephens en los Estados Unidos, Incidentes de viaje en Centro América, Chiapas y Yucatán y del ofrecimiento al público de este autor de regresar a la región maya para profundizar en su estudio. Con esta información Norman decidió emprender en 1841, por su cuenta y anticipándose a Stephens, un viaje a la península de Yucatán para escribir sobre el tema que tanto había satisfecho al público lector.

## Datos históricos
En diciembre de 1841 Norman se adelantó a Stephens para escribir sobre el tema de la civilización maya en la península de Yucatán. Viajó a Yucatán visitando Valladolid, Chichén Itzá, Uxmal y San Francisco de Campeche. En esta última localidad se entrevistó con Justo Sierra O'Reilly quien más tarde se expresó de él en su periódico El Registro Yucateco (Tomo I, página 342), como sigue:

"Vistióse pues un pantalón y una chaqueta de lienzo, calóse unas gafas montadas en acero y medio raquítico y enclenque, como es, voló en alas de su codicia hasta las cosas de Yucatán... Regresó a Nueva York y publicó un libro, Rambles in Yucatán que es la obra más desatinada y ridícula que hayamos leído en estos últimos tiempos.... Sus cálculos no fueron fallidos ya que el viajero de nuevo cuño ganó sus 8 a 10000 dólares, riéndose de la credulidad de sus lectores.

En efecto, después de tres meses de viaje en la península yucateca Norman retornó a Nueva York donde redactó y publicó su libro en 1843. Dice la enciclopedia Yucatán en el tiempo (página 363, Tomo IV), en la nota biográfica que contiene de este autor, que más tarde el historiador Gustavo Martínez Alomía comentó:

... los grabados y litografías (publicadas en el libro de Norman) representan objetos imaginarios salvo aquellos que copió del libro de Stephens que había motivado su viaje y sabemos positivamente que el doctor Sierra pensó en integrar una refutación al libro de Norman, de la que al fin desistió porque le hubiera sido preciso traducirlo todo y no creyó que tal libro mereciese los honores de la traducción ni aun para ser refutado.

La obra en cuestión tuvo éxito inmediato, por cuanto a la demanda que se generó por ella, imprimiéndose hasta cinco ediciones, la última en 1849. Por el éxito de librería que tuvo, inició un nuevo viaje que lo llevó a Cuba y después hasta la huasteca tamaulipeca, produciendo otra obra que tituló Rambles by land and water or Notes of travel in Cuba and Mexico y que fue publicada en 1845.
De este último viaje trasladó a los Estados Unidos un colección de piezas arqueológicas huastecas que finalmente donó al Museo de Brooklyn, a las cuales hace referencia el arqueólogo Herbert J. Spinden en su monografía Huastec Sculpture and the Cult of Apotheosis en la que también aporta datos biográficos de Norman.

## Fallecimiento
Durante su viaje por Misisipi contrajo neumonía, y falleció en Summit.

## Obra
- Incidents of Travel in Central America, Chiapas, and Yucatán (1841)
- Rambles in Yucatán: Or, Notes of Travel through the Peninsula, Including a Visit to the Remarkable Ruins of Chi-Chen, Kabak, Zayi, and Uxmal (1843)
- Views of Ancient Monuments in Central America, Chiapas, and Yucatán (1844)
- Norman's New Orleans and Environs (1845)
- Rambles by Land and Water, or, Notes of Travel in Cuba and Mexico; Including a Canoe Voyage up the River Panuco, and Researches among the Ruins of Tamaulipas (1845)